# Bundesimmobiliengesellschaft
Die Bundesimmobiliengesellschaft m.b.H. (BIG) entwickelt, baut, erhält und revitalisiert mehr als 2000 Liegenschaften. Sie ist eine der größten Immobilieneigentümerinnen Österreichs. Seit 2019 ist die BIG eine Tochtergesellschaft der Österreichischen Beteiligungs AG (ÖBAG). Die ÖBAG steht im Eigentum der Republik Österreich. Neben dem Hauptsitz in Wien gibt es acht weitere Standorte in Österreich.

## Geschichte
Mit der Verabschiedung des BIG-Gesetzes am 17. Juli 1992 wurde die Grundlage geschaffen für die Gründung der Bundesimmobiliengesellschaft m.b.H. Zuvor hatte die Verwaltung aller (zivilen) Bundesgebäude in den einzelnen Bundesländern in den Händen der Bundesgebäudeverwaltung I gelegen. Zunächst wurde der BIG ein Teil des Immobilienbestandes des Bundes im Fruchtgenuss übertragen. Der Schwerpunkt lag dabei auf Gebäuden für Bundesschulen und Universitäten. Erst mit der Schaffung des neuen Bundesimmobiliengesetzes im Dezember 2000 wurde der BIG auch der Ankauf von Liegenschaften ermöglicht und der Auftrag zur Neuerrichtung von Bundesgebäuden und der Verwertung nicht mehr benötigter Liegenschaften erteilt.
In weiterer Folge wurde im Juni 2006 die bis dahin als Tochtergesellschaft geführte Immobilienmanagementgesellschaft des Bundes m.b.H., in welche die ehemaligen Mitarbeiter der Bundesgebäudeverwaltung I übernommen worden waren, in das Unternehmen eingegliedert.
Im Jahr 2012 gründete die BIG die ARE Austrian Real Estate als hundertprozentige Tochtergesellschaft, welche sich mit Büro- und Wohnimmobilien am Markt positioniert, mit dem Ziel der Steigerung des Drittmieteranteils.

### Universitätsbau
Von 2009 bis 2013 errichtete die BIG gemeinsam mit der Wirtschaftsuniversität Wien den neuen Campus WU in Wien. Das Library & Learning Center wurde von der Architektin Zaha Hadid entworfen.
2011 errichtete das Unternehmen den Unipark Nonntal für die Kultur- und Geisteswissenschaftliche Fakultät der Universität Salzburg, erstmals wurde eine Geothermieanlage zur Wärmeversorgung eingesetzt.
2017 begannen Sanierungsarbeiten am Parlamentsgebäude, welche 2022 abschlossen wurden.
Im Zuge von Sanierungsarbeiten an der Universität Wien begrünte die Bundesimmobiliengesellschaft 2022 das Dach des Audimax mit Stauden, Gräsern und Kräutern, um Hitzeinseln in der Stadt zu hemmen. Der Arkadenhof der Universität zeigt das Kunstwerk Der Muse reichts von Iris Andraschek.
2021 stellte die BIG das Biologiezentrum der Universität Wien in St. Marx fertig, bei welcher erstmals in einem Forschungsgebäude Laborluft zur Wärmerückgewinnung genutzt wurde. 2022 wurde der neue Med Uni Campus in Graz nach zehn Jahren Bauzeit fertiggestellt. Der Campus wurde entsprechend der Nachhaltigkeitskriterien der Österreichischen Gesellschaft für Nachhaltige Immobilienwirtschaft gebaut.
2022 sanierte und modernisierte die BIG zudem den Campus Akademie der Österreichischen Akademie der Wissenschaften in der Innenstadt von Wien. 2023 begann ein weiteres Großprojekt mit dem Bau eines neuen Campus für die Medizinische Universität Wien. Neben mehreren Hörsälen und Laboren entsteht zudem eine Fernkältezentrale für die Energieversorgung umliegender Gebäude.

### Schulbau

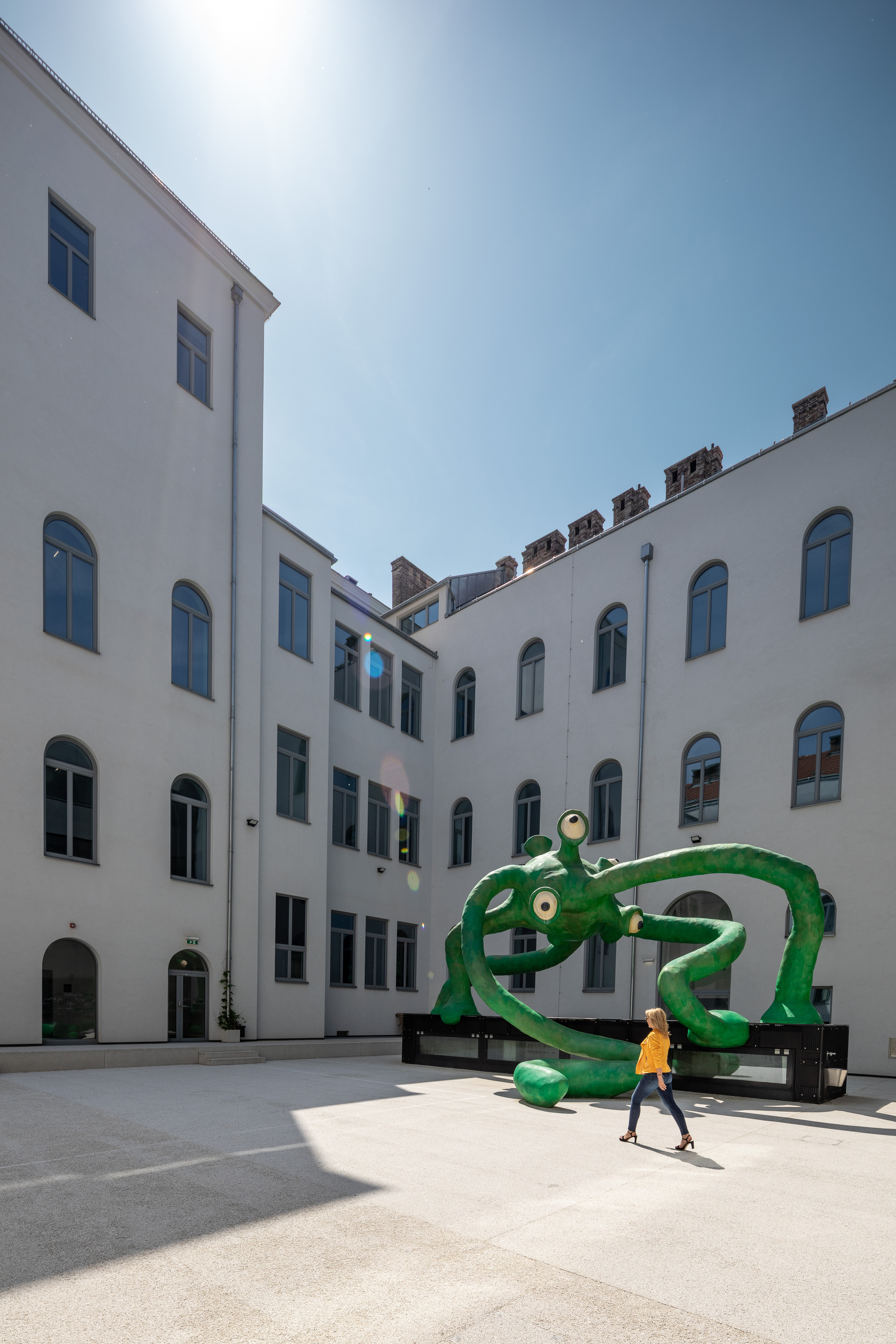
Bundesrealgymnasium Lessinggasse

Insgesamt betreut die BIG über 400 Schulliegenschaften. Die HTBLA Hallstatt wurde 2015 saniert und erweitert. Die AHS Wien West wurde 2018 auf dem ehemaligen Gelände einer Kaserne neu errichtet, in der denkmalgeschützten einstigen Reithalle entstanden zwei Turnhallen.
Die HBLA Pitzelstätten wurde bis 2019 generalsaniert und um einen zweigeschoßigen Neubau in Holzmassivbauweise erweitert. Von 2016 bis 2020 sanierte und erweiterte die BIG das BRG/BORG Lessinggasse in Wien. Die Pädagogische Hochschule Tirol wurde in den Jahren 2018 bis 2021 saniert und erweitert, wodurch aus 17 Standorten einer wurde.
Die HTL Bau & Design Innsbruck bekam 2021 ein neues Obergeschoß in überwiegender Holzmassivbauweise. Das für rund 28 Millionen Euro neu gebaute BG/BRG Sillgasse in Innsbruck wurde ebenfalls 2021 fertiggestellt.
2022, zum dreißigjährigen Bestehen des Unternehmens, veranstaltete die Bundesimmobiliengesellschaft eine Jubiläumsveranstaltung an der Universität für Musik und darstellende Kunst Wien. Der ehemalige Vizekanzler Joschka Fischer war hierbei Gastredner und thematisierte neben dem Klimawandel und der Zukunft Europas auch die Rolle der Bundesimmobiliengesellschaft als Errichter von Bildungsstätten.
Leerstehende Gebäude der BIG werden zur Zwischennutzung verwendet, beispielsweise stellte das Unternehmen Geflüchteten aus der Ukraine Gebäude zur Verfügung.

### Spezialimmobilien

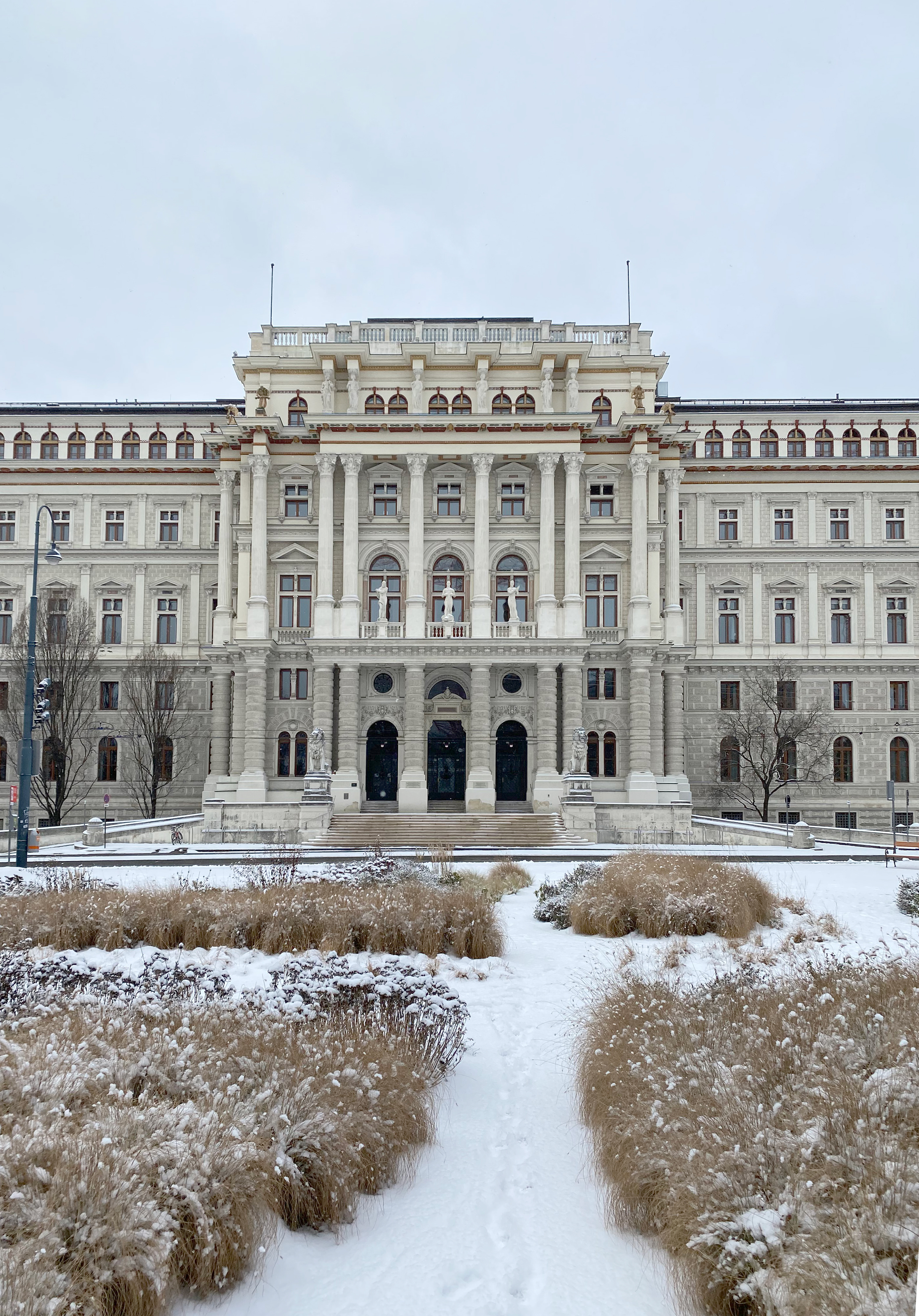
Justizpalast Wien

In den Unternehmensbereich Spezialimmobilien fallen rund 810 Liegenschaften mit besonderem Sicherheitsaspekt wie Justizanstalten, Gerichtsgebäude oder Spezialeinrichtungen des Innenministeriums.
2012 wurde das Justizzentrum Korneuburg mit dem Neubau für das Landes- und Bezirksgericht, die Staatsanwaltschaft und die Justizanstalt fertiggestellt. 2013 folgten die Neubauten für Gericht und Justizanstalt des Justizzentrums in Eisenstadt. Von 2015 bis 2018 erfolgte die Sanierung und Erweiterung des Justizgebäudes Salzburg. 2022 stellte die BIG in Süßenbrunn ein Polizei-Einsatztrainings-Zentrum für das Bundesministerium für Inneres fertig.

## Unternehmensstruktur
Die Bundesimmobiliengesellschaft ist Teil der Österreichischen Beteiligungs AG (ÖBAG). Geschäftsführer sind Gerald Beck und Christine Dornaus, zum Aufsichtsrat der Bundesimmobiliengesellschaft gehören Christine Catasta, Edeltraud Stiftinger, Martin Holzinger, Claudia Brey, Andre Martinuzzi, Elisabeth Gruber, Thomas Rasch, Jürgen Krausler und Daniela Böckl. Aufgabe des Unternehmens ist die marktkonforme Deckung der Raumbedürfnisse in Österreich, sowie die Errichtung, Bewirtschaftung, Verwaltung und Instandhaltung von Gebäuden und Neubauten.
Im Geschäftsjahr 2022 beschäftigte das Unternehmen 1100 Mitarbeiter und erzielte einen Umsatz von 1,3 Milliarden Euro. Über 800 Millionen Euro wurden in diesem Jahr in Bestandsimmobilien investiert. Für das Geschäftsjahr 2022 wurde der Republik Österreich eine Rekorddividende von 265 Millionen Euro ausgezahlt.

### Beteiligungen (Auswahl)
- ARE Austrian Real Estate GmbH (100 %)
- ARE Austrian Real Estate Development GmbH (100 %)
- ARE Holding GmbH (100 %)
- ARE Beteiligungen GmbH (100 %)
- BIG Beteiligungs GmbH (100 %)
- Campus WU GmbH (51 %)[36]

### Liegenschaften
Die Bundesimmobiliengesellschaft besitzt über 2000 Liegenschaften mit ca. 7,6 Millionen Quadratmeter vermietbarer Fläche. Dazu gehören unter anderem hunderte Schul- und Universitätsliegenschaften in ganz Österreich, sowie Immobilien mit besonderem Sicherheitsaspekt und Sonderimmobilien. Aufgabe des Unternehmens ist die marktkonforme Deckung der Raumbedürfnisse in Österreich, sowie die Errichtung, Bewirtschaftung, Verwaltung und Instandhaltung von Gebäuden und Neubauten. Hierzu zählen unter anderem die Sanierungs- und Modernisierungsmaßnahmen der Universität Wien, der Österreichischen Akademie der Wissenschaft, der Otto Wagner Postsparkasse und des Parlamentsgebäudes.
Auszug:
- Justizpalast
- Palais Epstein
- Hauptgebäude der Universität Wien
- Campus WU
- Technische Universität Wien
- Wiener Postsparkasse
- Universität für Bodenkultur Wien

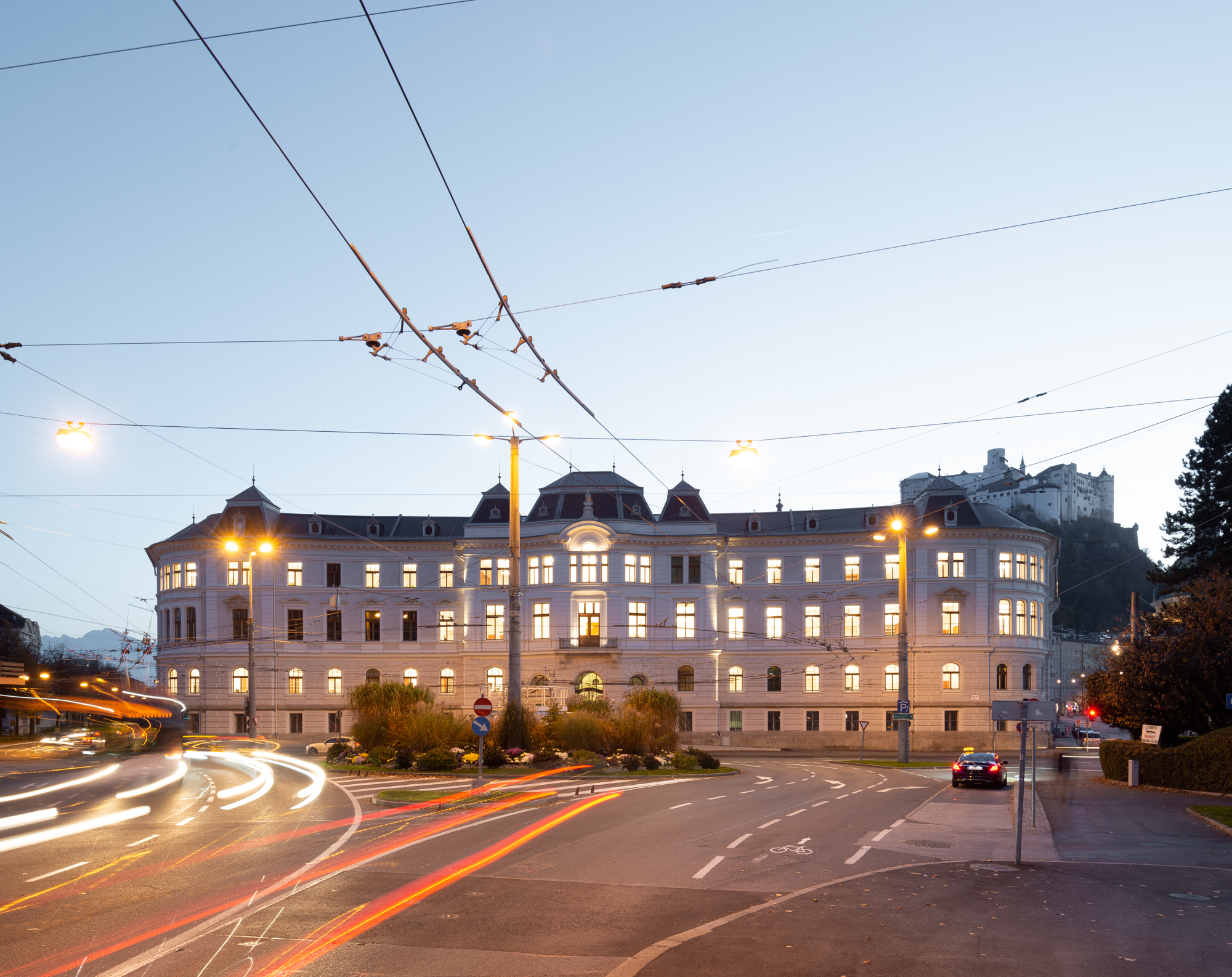
Justizgebäude Salzburg

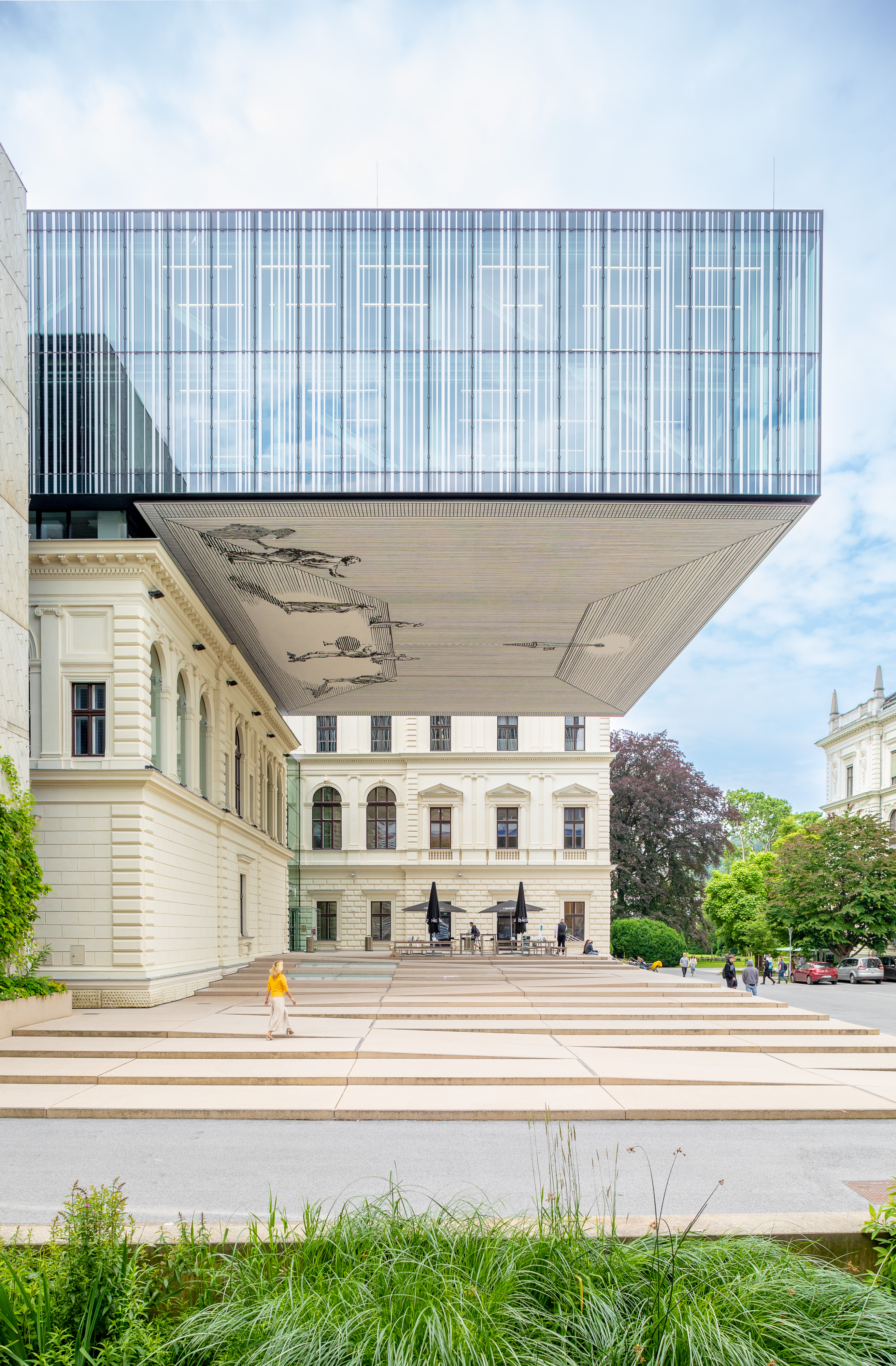
Universitätsbibliothek Graz

- Universität für angewandte Kunst Wien
- Österreichische Akademie der Wissenschaften
- Universitätssternwarte Wien
- Rechtswissenschaftliche Fakultät der Universität Wien
- Akademisches Gymnasium Wien
- Bundesrealgymnasium Lessinggasse
- Justizzentrum Korneuburg
- Pädagogische Hochschule Niederösterreich
- GeoSphere Austria
- Universität Graz
- Universitätsbibliothek Graz
- Technische Universität Graz
- Universität Linz
- Science Park JKU Linz
- Kollegienkirche (Salzburg)
- Pädagogische Hochschule Salzburg
- Universität Mozarteum Salzburg
- HTBLA Hallstatt
- Universität Innsbruck
- Ferrarischule
- HTL Bau und Design Innsbruck
- Universität Klagenfurt
- Schloss Pitzelstätten
- Justizanstalt Eisenstadt
- TrIIIple Towers

## Dienstleistungen
Die Bundesimmobiliengesellschaft erbringt Dienstleistungen sowohl für eigene Liegenschaften als auch für Dritte, wie beispielsweise für Gemeinden und staatsnahe Organisationen. 2023 wurde die Sanierung und Erweiterung der Volksschule Hafnerplatz in Krems fertiggestellt, die Bundesimmobiliengesellschaft übernahm dabei das Bauprojektmanagement. Ebenfalls 2023 fertiggestellt wurden die neue Dreifachsporthalle in Waidhofen an der Ybbs und das Wienerwaldgymnasium Tullnerbach. Das Parlament Österreich wurde in Zusammenarbeit mit der Parlamentsdirektion nachhaltig saniert.
Die Dienstleistungen der BIG umfassen Beratung, Standortbewertungen, Studien, Nutzungsszenarien über die Planung, Baumanagement, technische und kaufmännische Hausverwaltung, Betriebsführung und Umsetzung von Energiesparmaßnahmen, beispielsweise im Bundesamtsgebäude in der Radetzkystraße oder der TU Wien. 2023 gründeten BIG und Pocket House ein gemeinsames Joint Venture, um sowohl vorhandene Liegenschaften und Immobilien als auch das Gebäude- und Quartiersmanagement zu digitalisieren.

## Nachhaltigkeit
Die BIG investiert in die Sanierung und Dekarbonisierung ihrer Bestandsobjekte. Für Neubauten wurden das Holistic Building Program sowie der nachhaltige Mindeststandard eingeführt. Diese Programme sind strenger als die Vorgaben der Bauordnung und gewährleisten einen energieeffizienten Bau. Gemeinsam mit dem Bundesministerium für Bildung, Wissenschaft und Forschung (BMBWF) wurden Maßnahmen zur mittel- und langfristigen Steigerung der Energieeffizienz der Bundesschulen erarbeitet.
Das Unternehmen errichtet Neubauten in Holzbauweise und betreibt Maßnahmen zur Dekarbonisierung, wie die Nutzung von Photovoltaikanlagen und anderen erneuerbaren Energieformen, die Optimierung der Energienutzung und auch die Substanzerhaltung für eine längerfristige Nutzung von Gebäuden.
Weiterhin ersetzt die Bundesimmobiliengesellschaft die durch fossile Brennstoffe betriebenen Anlagen durch erneuerbare Energieträger. Hierfür soll das Unternehmen bis 2040 insgesamt 2 Milliarden Euro zusätzlich für die Bestandssanierung und Anlageerneuerung investieren. Im Geschäftsjahr 2022 wurden über 80 % des Energiebedarfs ohne fossile Brennstoffe gedeckt. Für die Erreichung einer klimaneutralen Energieversorgung erwarb das Unternehmen 2021 zudem eine Beteiligung an Ampeers Energy, einem Start-up zur Energieoptimierung im Gebäudebereich.
Zudem gründete das Unternehmen einen Nachhaltigkeitsbeirat zur Zielerreichung und Qualitätssicherung der unternehmenseigenen Nachhaltigkeitsziele.

## BIG ART
BIG ART entwickelt im Dialog mit Künstlerinnen, Architekten und Nutzerinnen künstlerische Interventionen für Bauprojekte der Bundesimmobiliengesellschaft. Abhängig vom Projektvolumen führt die BIG jährlich ein bis drei Wettbewerbe für Kunst- und Bauprojekte durch und realisiert in Folge die Siegerprojekte. Durch diese Initiative entstand 2021 das Vivarium St. Marx, ein Gewächshaus für das Biologiezentrum der Universität Wien, entworfen durch den amerikanischen Installationskünstler Mark Dion. Weitere Beispiele sind die Kunstprojekte Handgriffe von Toni Schmale, Lasting Signs of Jubilee von Folke Köbberling, Elementarereignisse vom Kollektiv bb15 oder auch die Skulptur MYX der Künstlergruppe Gelatin.
Darüber hinaus betreut BIG ART den umfassenden Kunstbestand auf den Liegenschaften und in den Gebäuden der BIG. Dazu zählen zahlreiche Kunst am Bau-Arbeiten, überwiegend aus der zweiten Hälfte des 20. Jahrhunderts, es finden sich aber auch Werke und Gestaltungen aus Barock, Gotik, Historismus, Heimatstil, Zwischenkriegszeit und Klassischer Moderne. Insgesamt finden sich einige tausend Kunstwerke und Artefakte in BIG-Gebäuden in ganz Österreich.

## Auszeichnungen (Auswahl)
Die Gebäude der Bundesimmobiliengesellschaft und ihrer Tochterfirma ARE Austrian Real Estate wurden mehrfach ausgezeichnet:

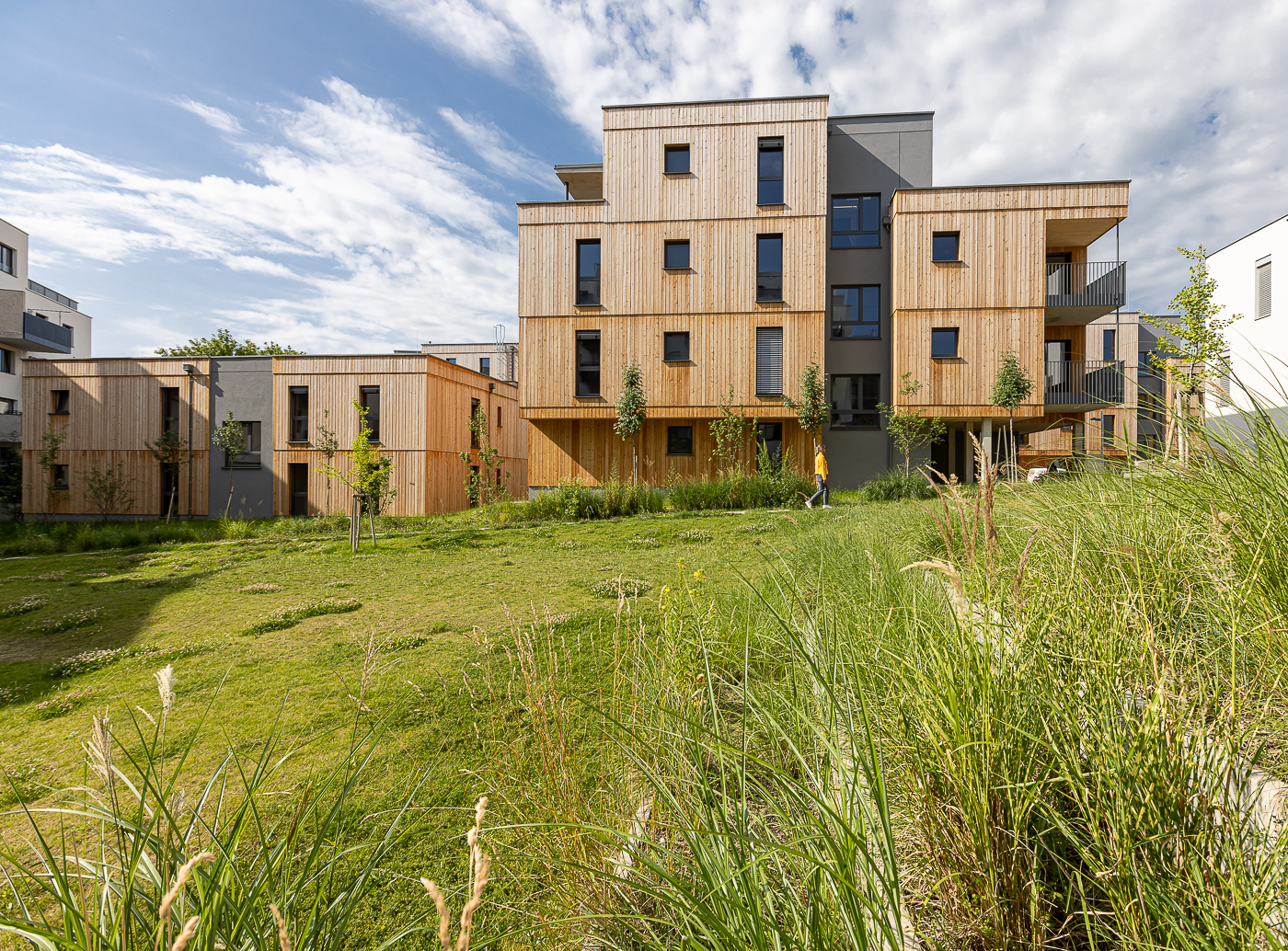
Holzwohnbau Wildgarten

- 2014: Staatspreis Architektur und Nachhaltigkeit für das Justizzentrum Korneuburg.[57]
- 2018: Bauherrenpreis der Zentralvereinigung der Architekten Österreichs für die Bundesschule Aspern.[58][59]
- 2019: Staatspreis Architektur und Nachhaltigkeit für Bundesschule Aspern, Universitätsgebäude TÜWI der BOKU Wien und Justizgebäude Salzburg.[60]
- 2019: Bauherrenpreis der Zentralvereinigung der Architekten Österreichs für die Universität für angewandte Kunst Wien.[61]
- 2020: Auszeichnung durch die Architekturausstellung gebaut für das Future Lab der Universität für Musik und darstellende Kunst Wien und das Ilse Wallentin Haus der BOKU Wien.[62]
- 2021: International Architecture Award für das Future Art Lab der Universität für Musik und darstellende Kunst Wien.[63]
- 2022: Oberösterreichischer Holzbaupreis für Kepler Hall der JKU Linz und HTL Bau und Design Innsbruck.[64][65]
- 2022: Bauherrenpreis der Zentralvereinigung der Architekten Österreichs für die Pädagogische Hochschule Salzburg.[66][67]
- 2022: Auszeichnung durch die Architekturausstellung gebaut für die Österreichische Akademie der Wissenschaften, die Wohnhausanlage Landstraßer Hauptstraße, den Holzwohnbau Wildgarten und den Wohnen und Gewerbehof in der Seestadt Aspern.[68]
- 2023: Holzbaupreis Tirol 2023 für die HTL Bau und Design Innsbruck.[24]